# Station Aubange
Station Aubange is een spoorwegstation langs spoorlijn 165 (Libramont-Virton-Athus) in de gemeente Aubange in de provincie Luxemburg. Na een sluiting van haast 23 jaar werd het station samen met de stations Messancy en Halanzy op 14 mei 2007 voor het personenvervoer heropend. Het is nu een stopplaats.
Het stationsgebouw is van het type 1893 R6.

## Treindienst
| Serie              | Treinsoort          | Route | Bijzonderheden                                                           |
| ------------------ | ------------------- | --- | ------------------------------------------------------------------------ |
| L 5950             | L-trein (NMBS)      | Libramont – Bertrix – Virton – Aubange – Aarlen                                                               |                                                                          |
| P 7180RE 7100      | Piekuurtrein (NMBS) | Virton – Aubange – Rodange – Luxemburg                                                                        | Rijdt alleen op werkdagen.                                               |
| P 7620/8620RE 8600 | Piekuurtrein (NMBS) | [ Luxemburg – Aubange – Virton ] / [ [ Aarlen – Aubange – Virton – ] / [ Dinant – ] Libramont – [ Ciney ] ]   | Een rechtstreekse trein Aarlen - Libramont. Een trein Libramont - Ciney. |
| P 7665/7665        | Piekuurtrein (NMBS) | Libramont – [ Virton – Aubange – ] / [ Marbehan – ] Aarlen                                                    | Rijdt alleen op werkdagen.                                               |
| P 7680/8680RE 8650 | Piekuurtrein (NMBS) | [ Bertrix – Dinant ] / [ Libramont – [ Virton – Aubange – ] / [ Marbehan – ] Aarlen ] / [ Athus – Luxemburg ] | Een trein Aarlen - Virton - Libramont. Een trein Athus - Luxemburg.      |

## Galerij

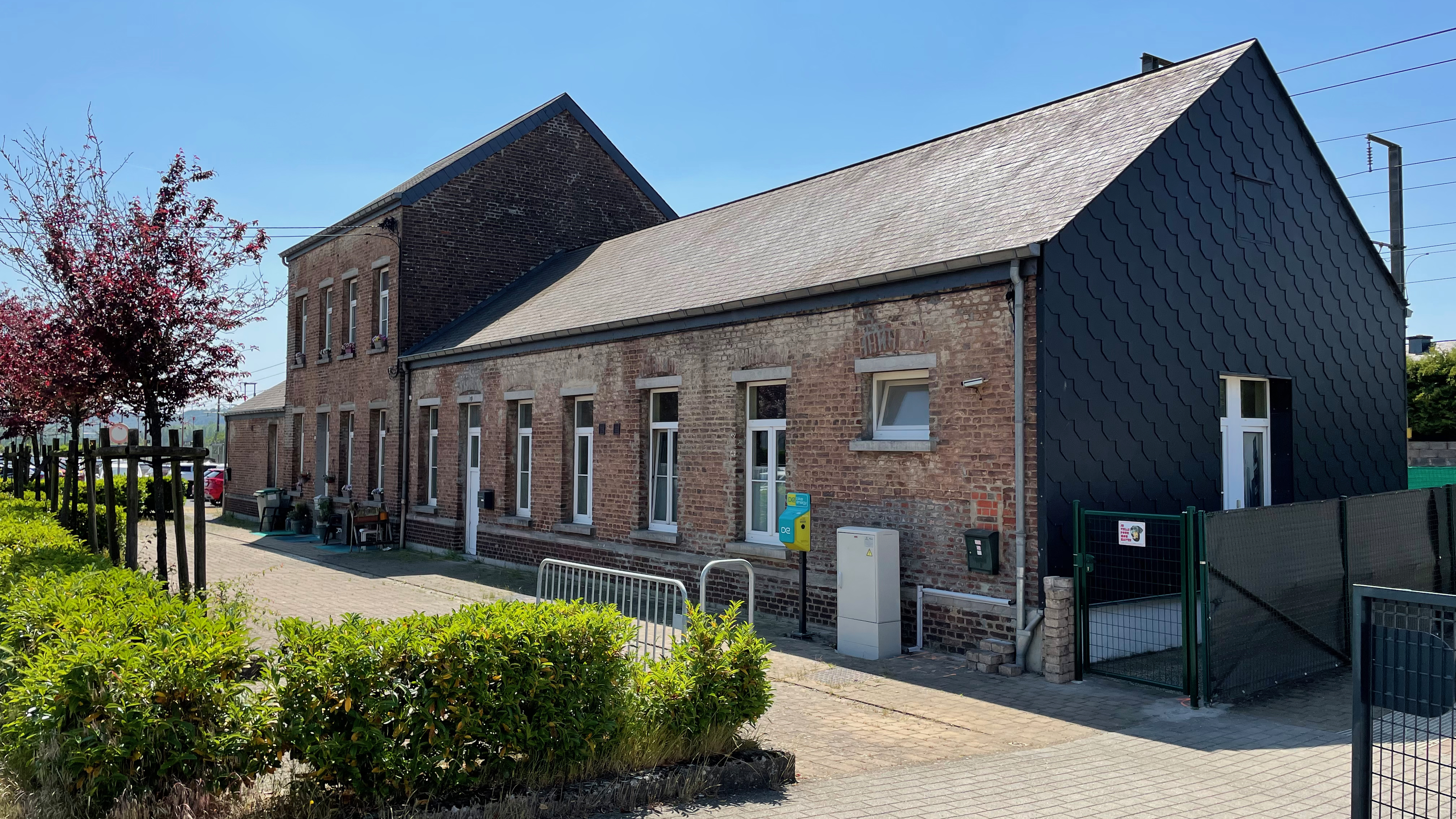
Het voormalige stationsgebouw
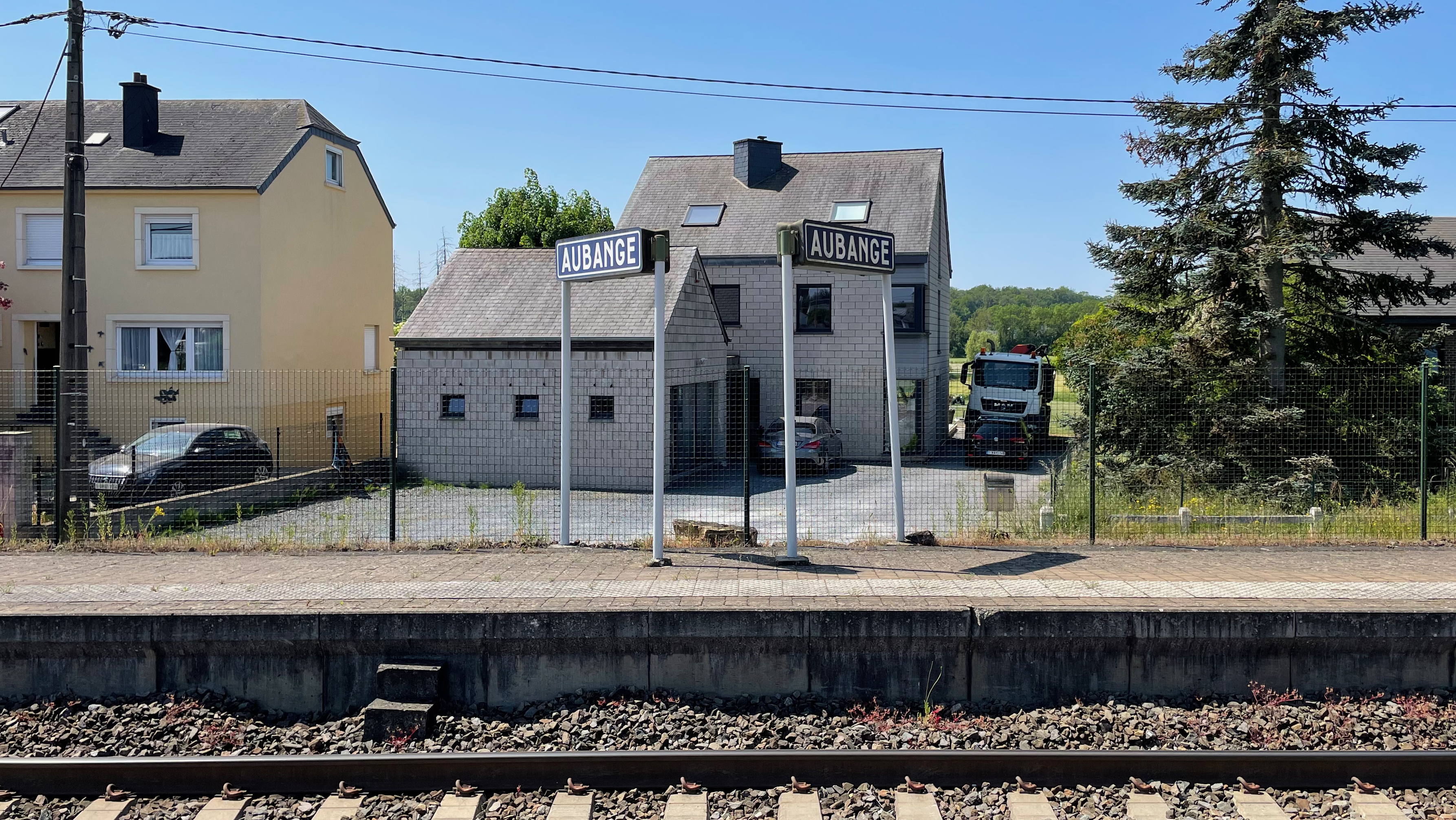
Plaatsnaamborden
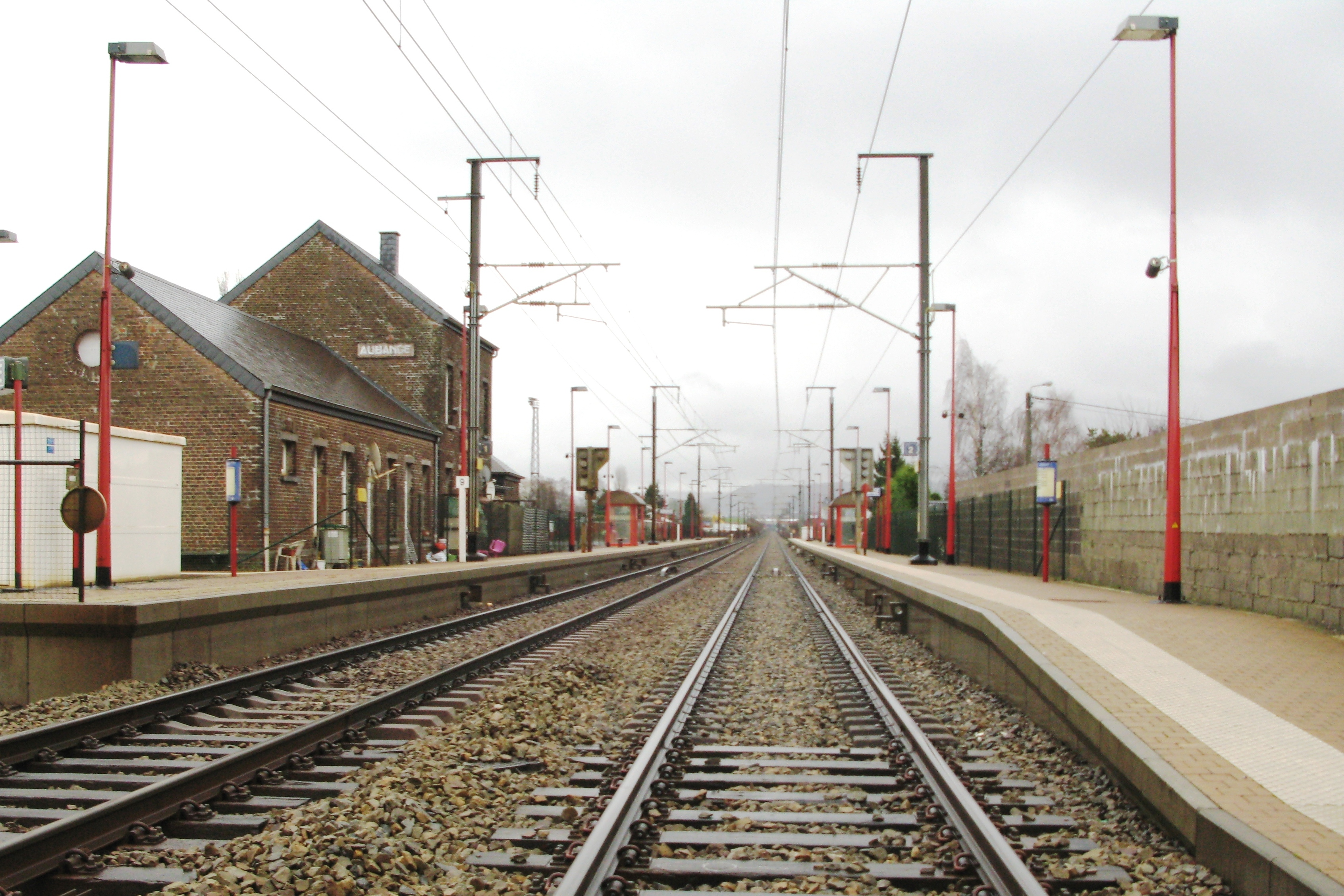
Zicht op de sporen

## Reizigerstellingen
De grafiek en tabel geven het gemiddeld aantal instappende reizigers weer op een week-, zater- en zondag.
| Tabel: aantal instappende reizigers station Aubange | Tabel: aantal instappende reizigers station Aubange | Tabel: aantal instappende reizigers station Aubange | Tabel: aantal instappende reizigers station Aubange |
|                                                     | Weekdag                                             | Zaterdag                                            | Zondag                                              |
| --------------------------------------------------- | --------------------------------------------------- | --------------------------------------------------- | --------------------------------------------------- |
| 1977                                                | 45                                                  | 12                                                  | -                                                   |
| 1978                                                | 58                                                  | 11                                                  | -                                                   |
| 1979                                                | 63                                                  | 13                                                  | -                                                   |
| 1980                                                | 50                                                  | 13                                                  | -                                                   |
| 1981                                                | 66                                                  | 14                                                  | -                                                   |
| 1982                                                | 60                                                  | 6                                                   | -                                                   |
| 1983                                                | 45                                                  | 8                                                   | -                                                   |
| 1984                                                | -                                                   | -                                                   | -                                                   |
| 1985                                                | -                                                   | -                                                   | -                                                   |
| 1986                                                | -                                                   | -                                                   | -                                                   |
| 1987                                                | -                                                   | -                                                   | -                                                   |
| 1988                                                | -                                                   | -                                                   | -                                                   |
| 1989                                                | -                                                   | -                                                   | -                                                   |
| 1990                                                | -                                                   | -                                                   | -                                                   |
| 1991                                                | -                                                   | -                                                   | -                                                   |
| 1992                                                | -                                                   | -                                                   | -                                                   |
| 1993                                                | -                                                   | -                                                   | -                                                   |
| 1994                                                | -                                                   | -                                                   | -                                                   |
| 1995                                                | -                                                   | -                                                   | -                                                   |
| 1996                                                | -                                                   | -                                                   | -                                                   |
| 1997                                                | -                                                   | -                                                   | -                                                   |
| 1998                                                | -                                                   | -                                                   | -                                                   |
| 1999                                                | -                                                   | -                                                   | -                                                   |
| 2000                                                | -                                                   | -                                                   | -                                                   |
| 2001                                                | -                                                   | -                                                   | -                                                   |
| 2002                                                | -                                                   | -                                                   | -                                                   |
| 2003                                                | -                                                   | -                                                   | -                                                   |
| 2004                                                | -                                                   | -                                                   | -                                                   |
| 2005                                                | -                                                   | -                                                   | -                                                   |
| 2006                                                | -                                                   | -                                                   | -                                                   |
| 2007                                                | 38                                                  | -                                                   | -                                                   |
| 2008                                                | -                                                   | -                                                   | -                                                   |
| 2009                                                | 57                                                  | -                                                   | -                                                   |
| 2010                                                | -                                                   | -                                                   | -                                                   |
| 2011                                                | -                                                   | -                                                   | -                                                   |
| 2012                                                | 47                                                  | -                                                   | -                                                   |
| 2013                                                | 53                                                  | -                                                   | -                                                   |
| 2014                                                | 89                                                  | -                                                   | -                                                   |
| 2015                                                | 67                                                  | -                                                   | -                                                   |
| 2016                                                | 92                                                  | -                                                   | -                                                   |
| 2017                                                | 72                                                  | -                                                   | -                                                   |
| 2018                                                | 76                                                  | -                                                   | -                                                   |
| 2019                                                | 62                                                  | -                                                   | -                                                   |
| 2020                                                | 58                                                  | -                                                   | -                                                   |
| 2021                                                | -                                                   | -                                                   | -                                                   |
| 2022                                                | 58                                                  | 19                                                  | 21                                                  |
| 2023                                                | 90                                                  | 21                                                  | 14                                                  |
| 2024                                                | 134                                                 | 27                                                  | 34                                                  |